# ابراهیم متبولی
ابراهیم بن علی بن عمر متبولی انصاری لقب‌گرفته به برهان‌الدین (؟ -۱۴۷۳م) نیکوکار و صوفی مصری در سدهٔ نهم هجری بود. نزد عوام نسبت به او اعتقادهای غلوآمیز بوده است. وساطت او نزد سلطان و امیران رد نمی‌شد. اماکن بسیاری ساخت، مانند مسجد جامع بزرگ در طنطا و برجی در دمیاط. زرکلی اثری از او با عنوان الاخلاق المتبولیه در کتابخانه عارف حکمت، یادکرده که ۶۱۶ صفحه دارد و دربارهٔ مواعظ است.